# 黑河區
黑河區（英語：Black River）是模里西斯西岸的一個區，以其塔馬蘭瀑布及前首府塔馬蘭的滑浪渡假村而聞名。現時該區的首府為邦布。黑河區以面積計是模里西斯第三大的區，包括有該國獨特的熱帶雨林、黑河上的黑河峽及沙马雷勒的七色土。在冬季，黑河區的森林是獵鹿的勝地。
「黑河」的名稱源於當地是整個島最乾燥的地方，當地的雨量比島上其他地方都要少。基於這個原因，當地不少漁村都慢慢轉型成為渡假村，例如：其前首府塔馬蘭、該國第二大沙灘弗利康弗拉克等。塔馬蘭亦是七月到八月時唯一可以滑浪的地方。
弗利康弗拉克除了是模里西斯第二大沙灘以外，亦是該國所有沙灘裡最長的一個。在位於島上西部的沙灘上，遊人可以在沙灘上欣賞落日的美景。與其北部全國最大沙灘大灣所比，由於弗利康弗拉克在發展前時當土原住民舉行葬禮儀式的地方，使得在弗利康弗利克的發展有很多的規劃，以防舊有的文化基礎被破壞。

## 外部連結
- Flic en Flac
- The village of flic en flac（页面存档备份，存于）

20°20′S 57°25′E / 20.333°S 57.417°E